# Peter Göhner

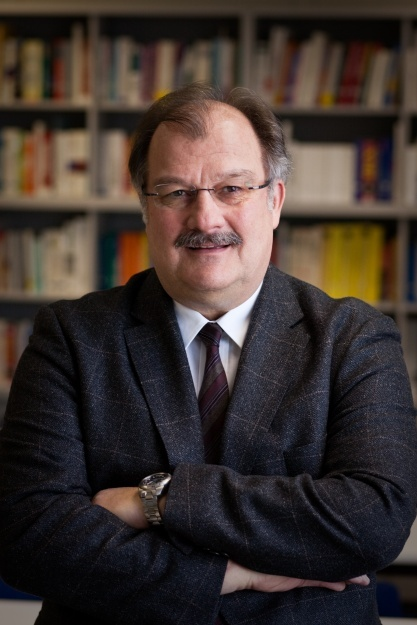
Peter Göhner

Peter Göhner (* 1. April 1950 in Stuttgart) ist Universitätsprofessor im Ruhestand. Er war von 1997 bis 2012 Direktor am Institut für Automatisierungs- und Softwaretechnik (IAS) der Fakultät für Informatik, Elektrotechnik und Informationstechnik an der Universität Stuttgart.

## Leben
Göhner studierte von 1971 bis 1976 Mathematik an der Universität Stuttgart und absolvierte im November 1976 sein Studium mit dem akademischen Grad Diplom-Mathematiker. Parallel dazu studierte er von 1971 bis 1977 Informatik und beendete im Oktober 1977 sein Informatikstudium als Diplom-Informatiker. Zwischen November 1976 und Januar 1980 war er unter der Leitung von R. Lauber wissenschaftlicher Mitarbeiter am Institut für Regelungstechnik und Prozessautomatisierung (IRP). Im November 1981 promovierte Göhner zum Doktor-Ingenieur am Institut für Regelungstechnik und Prozessautomatisierung mit dem Dissertationsthema „Ingenieurgerechte Spezifikation der Synchronisierung paralleler Rechenprozesse“.
Zwischen Februar 1980 und März 1994 war er Mitarbeiter der Gesellschaft für Prozessrechnerprogrammierung mbH in München und übernahm ab November 1989 deren Geschäftsführung. Zwischen April 1994 und November 1995 war er Geschäftsführer der Firma ist (innovative software technologie GmbH) mit dem Sitz in Taufkirchen (bei München).
Im Oktober 1995 erhielt Göhner den Ruf als ordentlicher Professor am Institut für Automatisierungs- und Softwaretechnik der Universität Stuttgart. Im Zeitraum von 1997 bis 2001 hatte er zudem die Funktion des stellvertretenden Vorsitzenden des VDE Bezirksvereins Württemberg e.V. (Verband der Elektrotechnik, Elektronik und Informationstechnik) inne.
Im September 1997 wurde das IAS als erstes Institut der Universität Stuttgart für die Bereiche Forschung und Lehre nach der internationalen Norm DIN EN ISO 9000 zertifiziert.
Von Oktober 1998 bis September 2000 war Göhner Dekan an der Fakultät Elektrotechnik und Informationstechnik der Universität Stuttgart in der Nachfolge von Joachim Speidel. Im Zeitraum von Oktober 2000 bis November 2003 war Göhner als Prorektor für Lehre und Weiterbildung der Universität Stuttgart tätig. In den Jahren 2001 und 2002 wurde Göhner zum Vorsitzenden des VDE Bezirksvereins Württemberg e.V. gewählt. Zwischen Oktober 2003 und April 2007 engagierte er sich ferner als kommissarischer Leiter des Rechenzentrums der Universität Stuttgart (RUS).

### Wissenschaftliche Arbeit
Während seiner frühen Tätigkeit am Institut für Regelungstechnik und Prozessautomatisierung beschäftigte sich Göhner mit der Spezifikation der Synchronisierung von parallelen Rechenprozessen für allgemeine Realzeitanwendungen. Im Rahmen seiner Forschungsarbeit als Universitätsprofessor befasste er sich mit der komponentenbasierten Entwicklung eingebetteter Systeme, der Integration von Techniken der Softwarespezifikation für ingenieurwissenschaftliche Anwendungen sowie dem Einsatz hybrider Komponentenmodelle zur Überwachung und Diagnose kontinuierlich-diskreter Systeme. Zu seinen weiteren Forschungsschwerpunkten zählen unter anderem Zuverlässigkeitsmethoden für frühe Entwicklungsphasen programmierbarer mechatronischer Systeme auf Basis qualitativer Modelle, flexible dezentrale Automatisierungs- und Regelungssysteme basierend auf qualitativen Modellen und Ressourcen-schonenden Software-Agenten sowie die proaktive Unterstützung von Konstruktionsprozessen durch Softwareagentensysteme. 2010 wurde unter seiner Leitung zum 75-jährigen Bestehen des IAS ein Wunderland der Automatisierungstechnik errichtet, um Jugendliche für Technik zu begeistern.

### Auszeichnungen
- 2000: Mediendidaktischer Hochschulpreis MedidaPrix für die multimediale Verbindung von Lehre und Praxis[3]
- 2000: Verleihung der Ehrendoktorwürde (Dr. h. c.) der Technischen Universität Donezk, Ukraine

### Mitarbeit in Gremien und Tagungen (Auszug)
- Leitung des GMA Fachausschusses 5.15 „Agentensysteme“
- Mitglied im Beirat der Zeitschrift „atp – Automatisierungstechnische Praxis“
- Gutachter der Bayerischen Forschungsstiftung
- Entwurf komplexer Automatisierungssysteme (EKA), Mitglied des Programmkomitees 2006, 2003, 2001, 1999 jeweils Braunschweig (GER)
- GMA Kongress, Mitglied des Programmausschusses 2007 Baden-Baden (GER)
- INFORMATIK – Jahrestagung der Gesellschaft für Informatik, Mitglied im Programmkomitee des Workshops „Mensch und Maschine – Informatik in der Produktion“ 2006 Dresden (GER)
- Automotive Safety & Security, Mitglied des Programmkomitees 2006, 2004 jeweils Stuttgart (GER)

## Ausgewählte Schriften
- B. Bertsche, P. Göhner, U. Jensen, W. Schinköthe, H.-J. Wunderlich: Zuverlässigkeit mechatronischer Systeme: Grundlagen und Bewertung in frühen Entwicklungsphasen. 1. Auflage. Springer Verlag Berlin 2009, ISBN 978-3-540-85089-2.
- M. Maurmeier, P. Göhner: Model-driven development in industrial automation – Automating the Development of Industrial Automation Systems using Model Transformations, ICINCO 2009 – Sixth International Conference on Informatics in Control, Automation and Robotics. 2009.
- T. Wagner, P. Göhner: Flexible Automatisierungssysteme mit Agenten. GMA-Fachtagung auf dem VDE-Kongress, 2006.
- A. Töpfer, P. Göhner: 100-online: erster Schritt zu einem umfassenden Konzept multimedialer Wissensvermittlung an der Universität Stuttgart, 7. Europäische Fachtagung der Gesellschaft für Medien in der Wissenschaft (GMW). 2002.
- R. Lauber, P. Göhner: Prozessautomatisierung 1. Springer Verlag Berlin, ISBN 978-3-540-65318-9, 3. Auflage, März 1999.
- R. Lauber, P. Göhner: Prozessautomatisierung 2. Springer Verlag Berlin, ISBN 978-3-540-65319-6, 1. Auflage, Oktober 1999.
- P. Göhner: IAS 2000 – Der Weg zu einem Qualitätsmanagementsystem an einem Hochschulinstitut, 29. GI Jahrestagung, Universität Paderborn. 1999.